# Beaussais
Beaussais è un comune francese soppresso di 418 abitanti situato nel dipartimento delle Deux-Sèvres nella regione dell'Aquitania-Limosino-Poitou-Charentes. Il 1º gennaio 2013 si è fuso con il comune di Vitré a formare il nuovo comune di Beaussais-Vitré.

## Società

### Evoluzione demografica
Abitanti censiti